# Борд (Румунія)
Борд (рум. Bord) — село у повіті Муреш в Румунії. Входить до складу комуни Кучердя.
Село розташоване на відстані 261 км на північний захід від Бухареста, 30 км на південний захід від Тиргу-Муреша, 64 км на південний схід від Клуж-Напоки, 134 км на північний захід від Брашова.

## Населення
За даними перепису населення 2002 року у селі проживали 164 особи, усі — румуни. Усі жителі села рідною мовою назвали румунську.